# Selo Sveti Marko
Selo Sveti Marko falu Horvátországban Lika-Zengg megyében. Közigazgatásilag Perušićhoz tartozik.

## Fekvése
Gospićtól légvonalban 14 km-re közúton 16 km-re északra, községközpontjától légvonalban 3 km-re közúton 4 km-re északnyugatra, az 50-es számú főúttól nyugatra fekszik.

## Története
A terület 1689-ben szabadult fel a százötven évi török uralom alól. A szabaddá vált területre katolikus horvátok települtek, akik határőrszolgálatot láttak el. Az otocsáni ezred perušići századához tartoztak. A falunak 1857-ben 195, 1910-ben 230 lakosa volt. A trianoni békeszerződés előtt Lika-Korbava vármegye Perušići járásához tartozott. Ezt követően előbb a Szerb-Horvát-Szlovén Királyság, majd Jugoszlávia része lett. 1991-ben lakosságának 91 százaléka horvát nemzetiségű volt. 1991-ben a független Horvátország része lett. 2011-ben 34 lakosa volt, akik földműveléssel, állattartással foglalkoznak.

## Lakosság
| Lakosság változása | Lakosság változása | Lakosság változása | Lakosság változása | Lakosság változása | Lakosság változása | Lakosság változása | Lakosság változása | Lakosság változása | Lakosság változása | Lakosság változása | Lakosság változása | Lakosság változása | Lakosság változása | Lakosság változása | Lakosság változása |
| ------------------ | ------------------ | ------------------ | ------------------ | ------------------ | ------------------ | ------------------ | ------------------ | ------------------ | ------------------ | ------------------ | ------------------ | ------------------ | ------------------ | ------------------ | ------------------ |
| 1857               | 1869               | 1880               | 1890               | 1900               | 1910               | 1921               | 1931               | 1948               | 1953               | 1961               | 1971               | 1981               | 1991               | 2001               | 2011               |
| 195                | 221                | 213                | 177                | 237                | 230                | 238                | 272                | 351                | 233                | 220                | 164                | 118                | 136                | 64                 | 34                 |

(1961-ig Sveti Marko, 1971-ben és 1981-ben Marko, 1991-ben Markovo Selo néven)

## Nevezetességei
Kulaši nevű településrészén, a Pavle Kulaš háza fölötti fennsíkon egy Szent Márk tiszteletére szentelt középkori templom romjai találhatók. A maradványok alapján négyszögletes alaprajzú, egyhajós templom volt, négyzet alakú (a megtalált bordatöredékekek alapján) boltozatos szentéllyel. A 14. vagy a 15. században épült gótikus stílusban, mérete körülbelül 8 x 15 méter volt. A templom faragott kövekből épült, a nyugati homlokzaton jobb minőségben faragott, gazdagabb profilú portál található. A helyiek szerint a templom a 20. század közepéig a teljes portállal együtt nagyrészt megmaradt. Ma a falak már csak körülbelül egy méter magasan állnak.